# Alois Krofta
Alois Krofta (17. června 1888 Holovousy – 30. května 1958, Praha) byl český architekt, investor a hoteliér. K jeho nejznámějším realizacím patří hotel Alcron a palác Flora v Praze.

## Život
Narodil se v Holovousech čp. 13, v rodině místního rolníka Josefa Krofty a manželky Marie, rozené Vodákové.
Technické vzdělání – stavitelství ukončil ve 23 letech. Začínal jako stavební praktikant a postupně budoval vlastní firmu.
Dne 12. června 1918 získal stavitelskou licenci. V té době bydlel v Gorazdově ulici 334/16 na Novém Městě pražském. Záhy ale přesídlil na adresu Václavské náměstí 63 (po přečíslování č. 55). Vybudoval stavební firmu, která postavila řadu staveb, především mimo historické centrum Prahy. Též vlastnil a řídil své nemovitosti (zejména hotel Alcron a Palác Flora). Hotel Alcron řídil i po jeho znárodnění v roce 1948.
Byl pohřben na Olšanských hřbitovech v Praze (hřbitov VIII, oddělení 10, hrob č. 406).

## Osobní život
Dne 31. srpna 1916 se oženil se Zdislavou Fleischmannovou (* 5. dubna 1890), dcerou smíchovského advokáta Jana Fleischmanna. V té době byl rezervním poručíkem pěšího pluku. Dcera Mirjana Kroftová se narodila 26. května 1920. Manželství bylo po osmi letech, 25. března 1924 rozvedeno od stolu a lože. Ve třicátých letech se oženil s Olgou Rapoportovou (10. srpna 1913 Sevljuš – 19. listopadu 2002 Monte Carlo). Z tohoto svazku se 6. října 1934 narodila dcera Alexandra Kroftová. Rozvedli se 24. března 1939. Po rozvodu Olga Kroftová Rapoportová odcestovala do Spojených států. Do posledního manželství vstoupil 22. prosince 1951 sňatkem s Janou Kacovskou (* 3. června 1911).

## Dílo

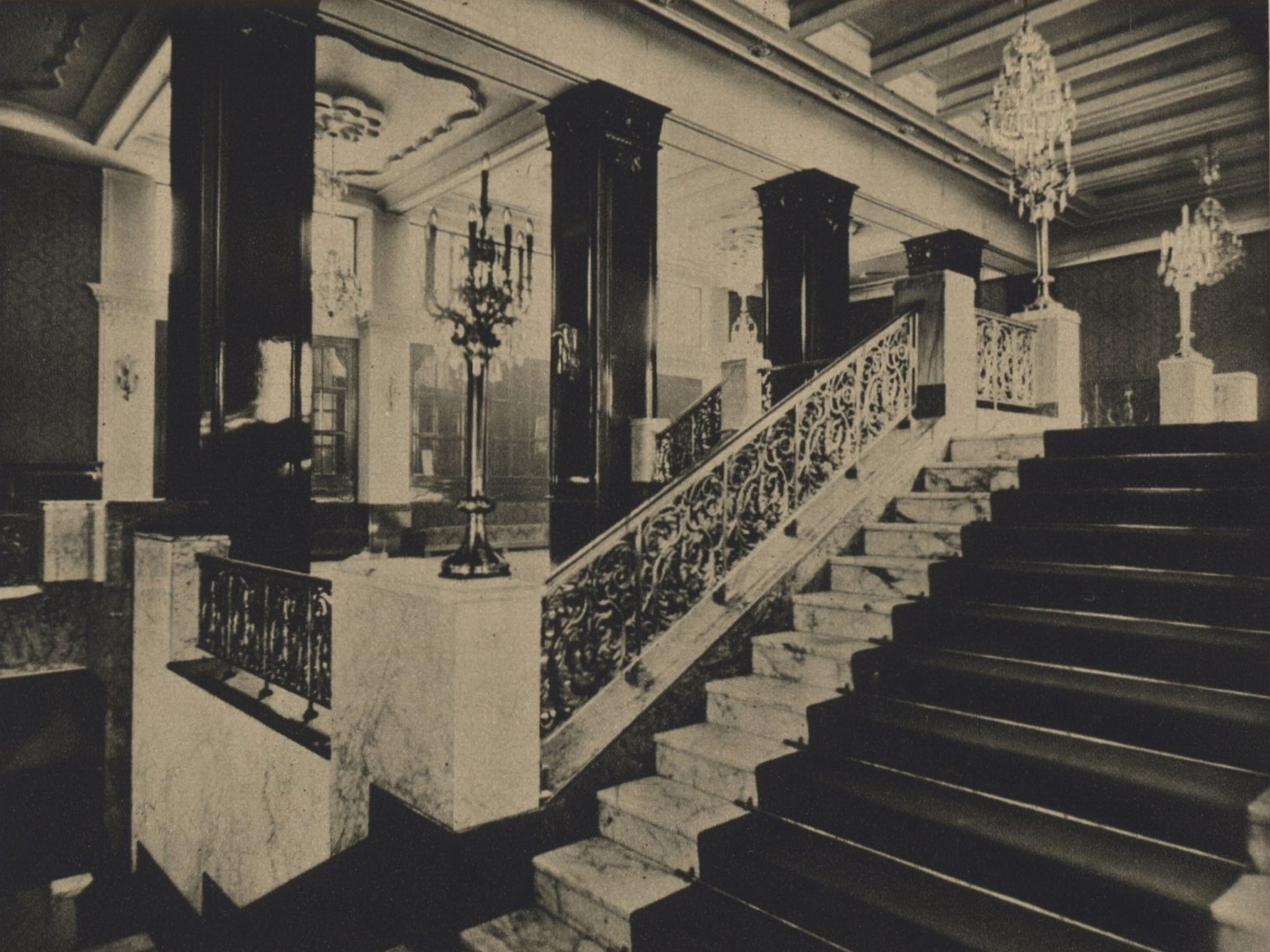
Palác Flora, Praha, 1928, schodiště kina

- 1919–1921 Činžovní domy čp. 434 až 437, Praha 6 – Bubeneč, ulice Jaselská a Eliášova
- 1920–1921 Činžovní domy čp. 452 a 453, Praha 6 – Bubeneč, ulice Jilemnického
- 1921–1922 Nástavba domu čp. 1623, Praha 1 – Nové Město, ulice V Městském sadu (dnes Washingtonova)
- 1921 Činžovní domy čp. 466, 467 a 468, Praha 6 – Bubeneč, ulice Eliášova
- 1921 Činžovní dům čp. 478, Praha 6 – Bubeneč, V. P. Čkalova
- 1922–1925 Činžovní dům čp. 1036, Praha 6 – Bubeneč, nároží ulic Kyjevské a Národní obrany
- 1923–1927 Petschkův bankovní palác, původní projekt architekta Maxe Spielmanna Krofta během realizace upravil.
- 1924 kubistická přestavba domu čp. 1306, Václavské náměstí 55, Praha 1 – Nové Město
- Je architektem hotelu Splendid čp. 78 v Ovenecké ulici 33, Praze – Bubeneč[8]
- 1923–1925 Kancelářský dům čp. 601, Praha 6 – Bubeneč, Čs. armády 23, dnes sídlo Úřadu Městské části Praha 6, původně postavena jako ubytovna (1926)[9]
- Ve dvou etapách, které proběhly v letech 1926 a 1935 vystavěl Palác Flora čp. 2020 v Orlické ulici 2, zahrnující hotel, kino a kavárnu, na pražských Vinohradech.[10]
- 1926–1932[11] Hotel Alcron. Byl nejen autorem návrhu, ale i investorem a majitelem.[12]
- Firma Aloise Krofty provedla řadu staveb, např. tzv. Hasičský dům na Vinohradech čp. 2135 v Říšské ulici 45 (1926–1930)[13], v letech 1923–1926 stavěla druhou část tzv. Odborového domu podle návrhu architekta Aloise Dryáka v Praze Na Perštýně.[14]

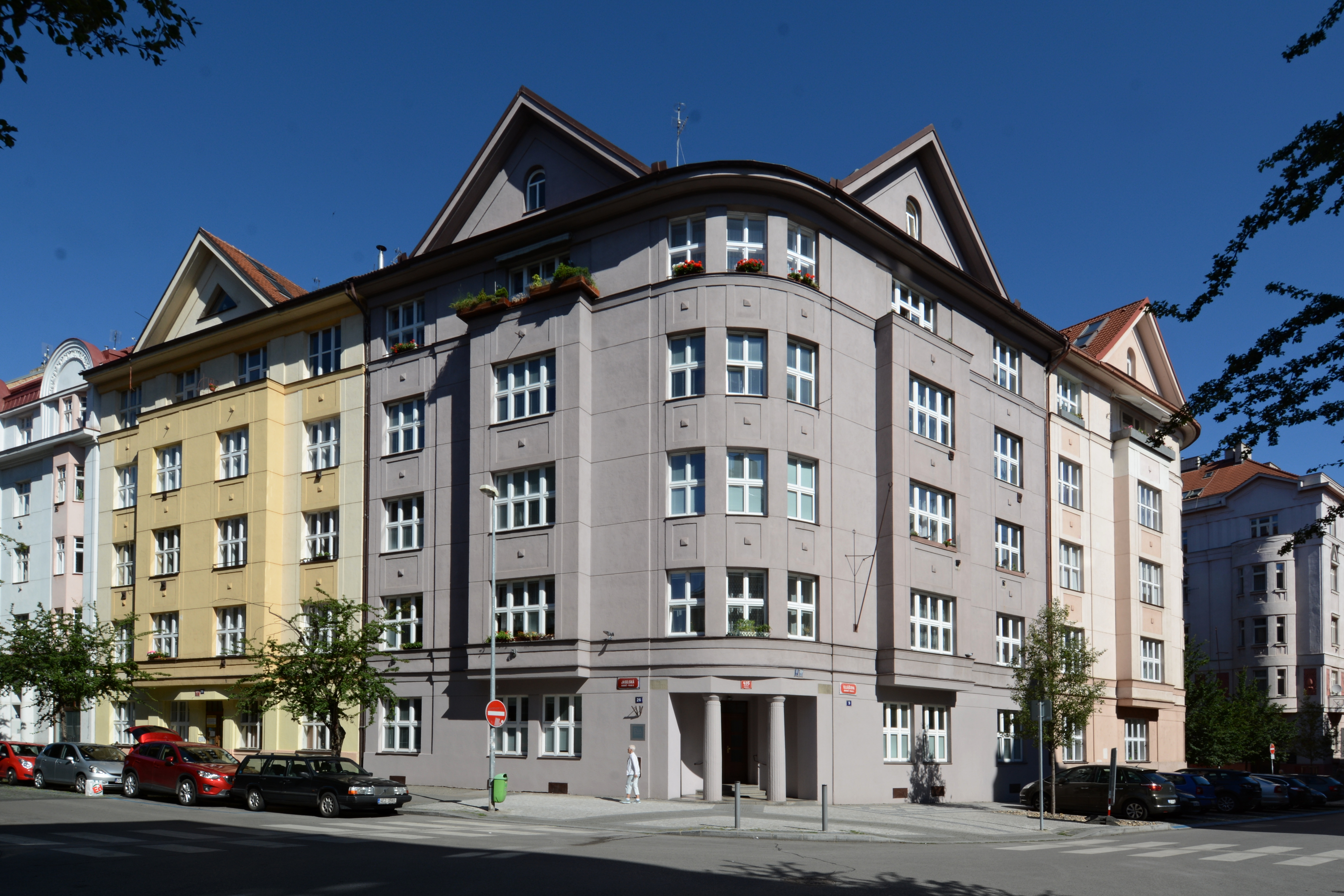
Domy čp. 434, 435 a 436, Praha 6 - Bubeneč, Jaselská 28, Jaselská 26 / Eliášova 9, Eliášova 11 / Národní Obrany 1.
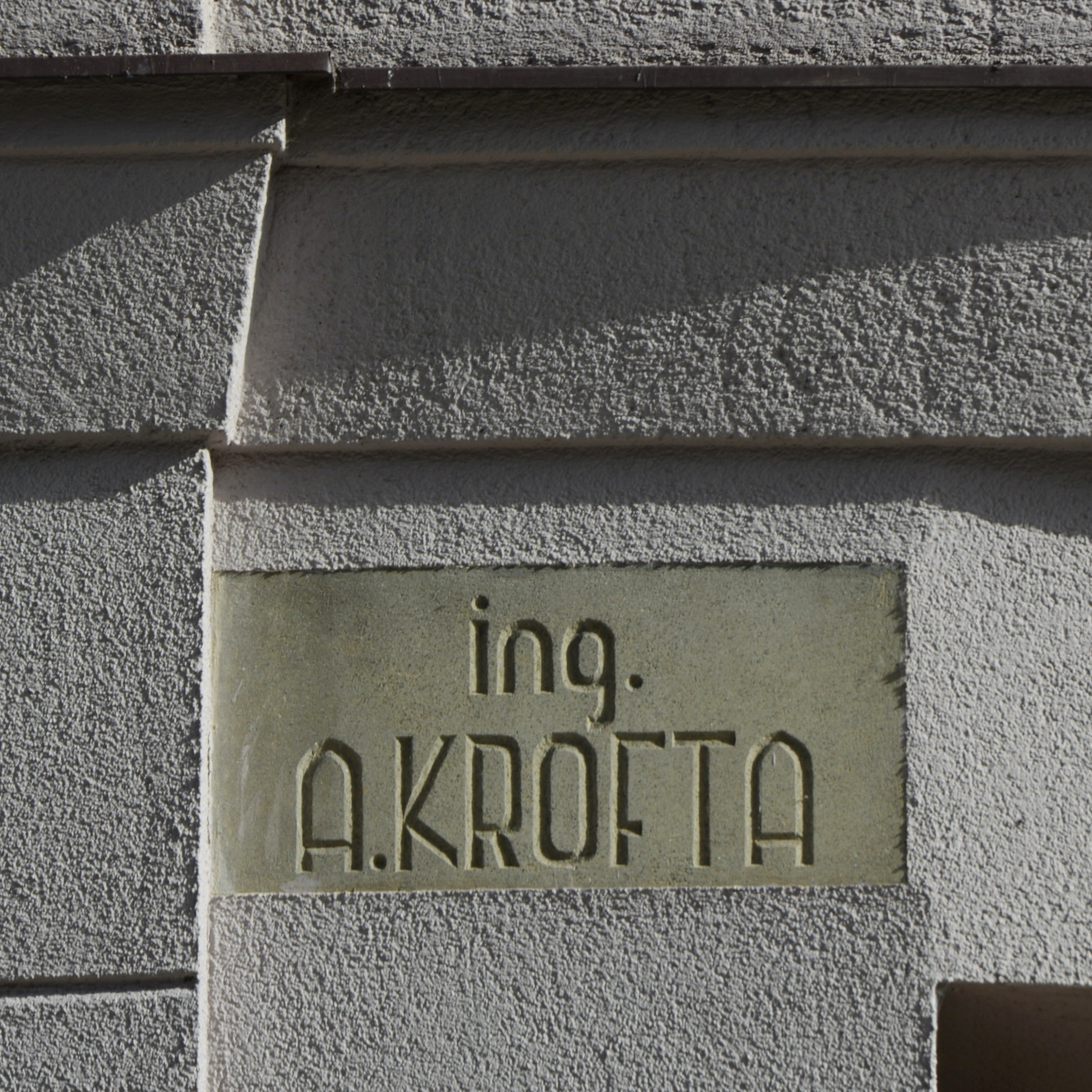
Deska se jménem architekta na domě čp. 435, Praha 6 - Bubeneč, Jaselská 26 / Eliášova 9.
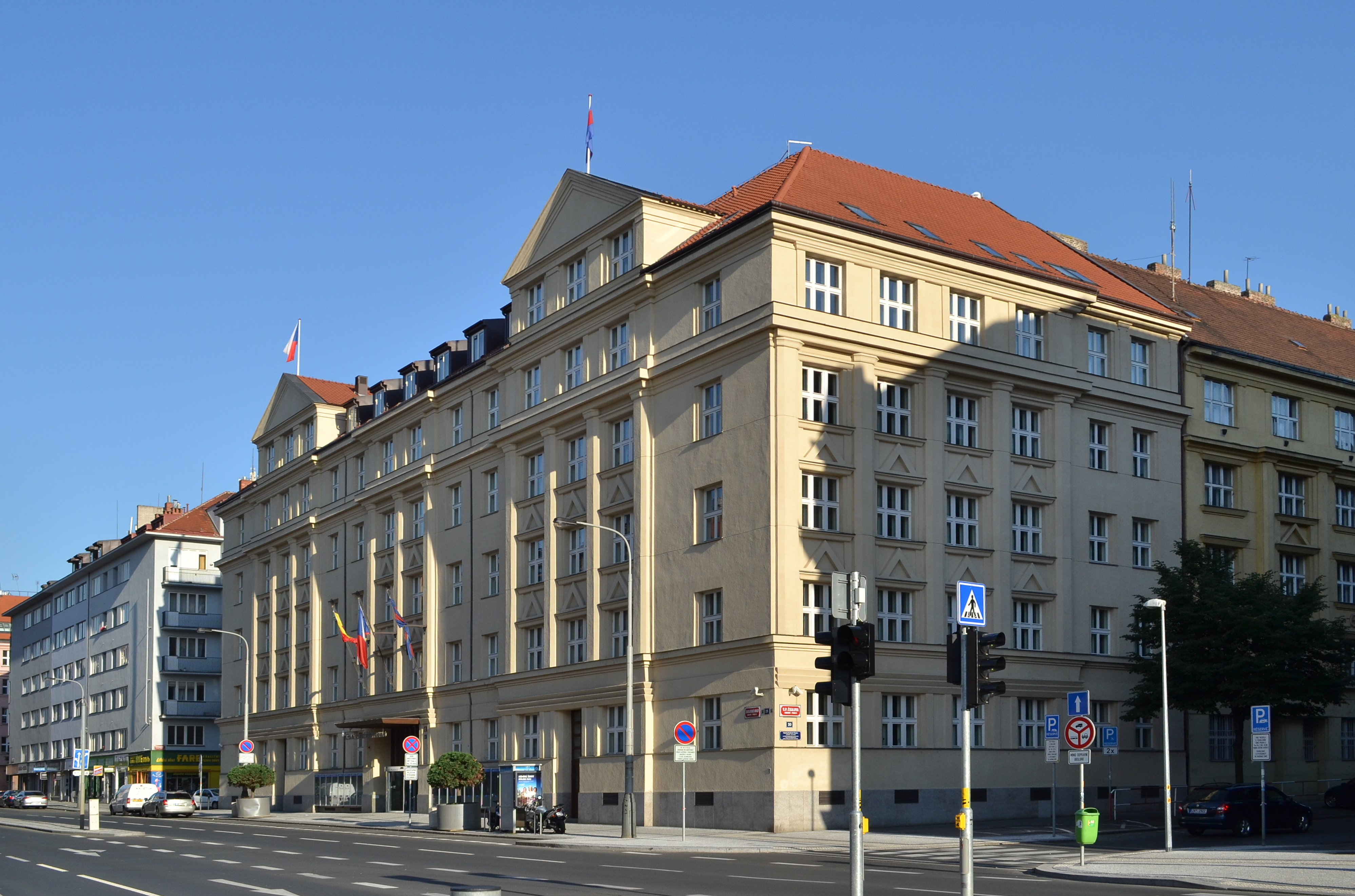
Dům čp. 601, dnes budova Úřadu městské části Praha 6, Čs. armády 23.
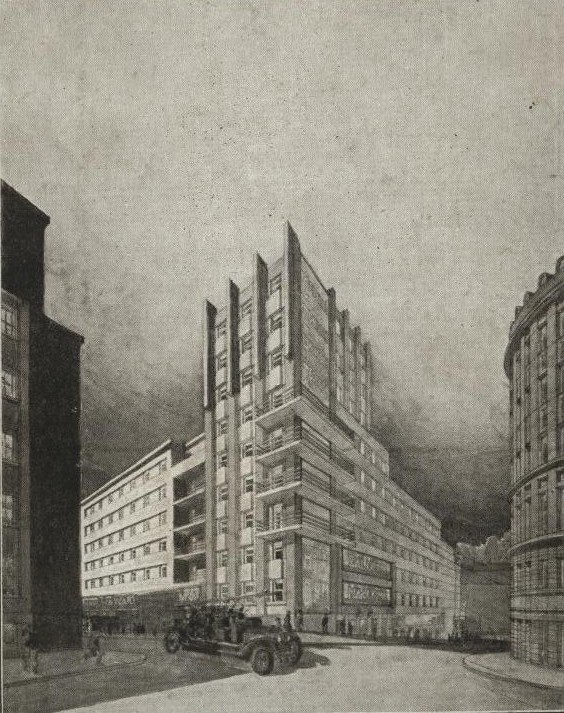
Projekt Hasičského domu v Praze XII. roh Brandlovy a Blanické ulice